# Volžsk
Volžsk (rusky Волжск, marijsky Юлсер-Ола) je město v Marijské republice v Ruské federaci. Nachází se na řece Volze na levém břehu Kujbyševské přehradní nádrže v nejjižnějším místě republiky ve vzdálenosti 101 km jihožně od Joškar-Oly a 49 km od Kazaně. Má 54 701 obyvatel (2015)
Od roku 2003 ve městě působí hokejový klub Ariada-Akpars Volžsk.